# Christella latipinna
Christella latipinna là một loài dương xỉ thuộc họ Thelypteridaceae. Loài này được Augustin Abel Hector Léveillé mô tả khoa học đầu tiên năm 1861.